# Chrastavský liliovník
Chrastavský liliovník je památný strom rostoucí v Chrastavě, městě na severu České republiky v Libereckém kraji.

## Poloha a historie
Strom roste ve východních partiích města, u místního hřbitova, v místě křížení Hřbitovní ulice a místní obslužné komunikace. O prohlášení stromu za památný rozhodl místní městský úřad, který dne 4. srpna 2007 vydal příslušný dokument, jenž nabyl právní moci dne 20. srpna 2007.

## Popis
Památný strom je liliovník tulipánokvětý (Liriodendron tulipifera) a dosahuje výšky 20 metrů. Obvod jeho kmene činí 196 centimetrů. Kolem stromu je vyhlášeno ochranné pásmo, které má tvar kruhu o poloměru desetinásobku průměru kmene měřeno ve výšce 1,3 metru nad terénem. Pásmo tak zasahuje do části pozemků parcelní číslo 1078/1 a 1441/1 v katastrálním území Chrastava I.